# زتمن
زتمن (به ژاپنی: ゼットマン Zettoman) یک مجموعه مانگا ژاپنی نوشته و طراحی شده توسط ماساکازو کاتسورا است. این مجموعه برای اولین بار بین سال‌های ۱۹۸۹ و ۱۹۹۴، در هفته‌نامه شونن جامپ انتشارات شوئیشا منتشر شد، و سپس مجموعه‌ای ارتقاء یافته و کامل‌تر، از اکتبر ۲۰۰۲ تا اکتبر ۲۰۱۴ در هفته‌نامه یانگ جامپ به چاپ رسید. بر اساس نسخهٔ مانگا یک مجموعه تلویزیونی انیمه ۱۳ قسمتی نیز به کارگردانی اوسامو نابشیما، توسط استودیو توکیو مووی شینشا تهیه شده است که از آوریل تا ژوئن ۲۰۱۲ پخش گردید.

## داستان
در این جهان دو نیروی متضاد هم وجود دارد، نیروی زت، که بقای بشریت به عهدهٔ آن‌ها بود و آلفاها، که شکلی افراطی از عدالت را انتخاب کردند. شخصیت اصلی داستان کانزاکی جین، پسری مرموز که هاله‌ای بر روی دستش حک شده بود و دارای توانایی مبارزه به شکل فوق‌العاده‌ای بود. او همراه با پدربزرگش در زیر یک پل و در بین جامعه‌ای فقیر زندگی می‌کرد. در طرف دیگر کوگا آماگی، مردی جوان که بر روی تپه‌ای زندگی می‌کرد و دارای حس قوی عدالت طلبی بود و با استفاده از فناوری به مبارزه برای گروه آلفاها می‌پرداخت.
سرنوشت این دو نفر و اطرافیانشان با یکدیگر در ارتباط بود، بطوریکه آن‌ها باید به منظور محافظت از انسان‌ها و نابودی هیولاهایی که با نام «پلِیر» شناخته می‌شدند با هم همکاری می‌کردند. این هیولاها توسط شرکت آماگی خلق می‌شدند، شرکتی که بدست پدربزرگ کوگا آماگی تأسیس شده بود.